# جيسون واشبورن
جيسون واشبورن (بالإنجليزية: Jason Washburn)‏ مواليد 5 يونيو 1990، هو لاعب كرة سلة أمريكي. بدأ مسيرته الاحترافية في سنة 2013. يلعب في دوري كرة السلة الياباني للمحترفين كلاعب وسط. يحمل الرقم 42. يبلغ طوله 7 قدم 0 بوصة (2.1 م). لعب مع نادي بريشتينا لكرة السلة في الدوري الكوسوفي لكرة السلة.

## روابط خارجية
- جيسون واشبورن على موقع دوري كرة السلة الياباني للمحترفين (اليابانية)
- جيسون واشبورن على موقع الدوري التايواني الممتاز لكرة السلة (الصينية)
- جيسون واشبورن على موقع سبورتس رفرنس (الإنجليزية)
- جيسون واشبورن على موقع كرة السلة الأوروبية.كوم (الإنجليزية)
- جيسون واشبورن على موقع DraftExpress.com (الإنجليزية)
- جيسون واشبورن على موقع كلية كرة السلة في سبورتس رفرنس.كوم (الإنجليزية)
- جيسون واشبورن على موقع ريلجم (الإنجليزية)
- جيسون واشبورن على موقع بروبوليرز (الإنجليزية)